# Harpalyce sousai
Harpalyce sousai là một loài thực vật có hoa trong họ Đậu. Loài này được Arroyo miêu tả khoa học đầu tiên.